# 日本煉瓦製造
日本煉瓦製造（にほんれんがせいぞう、日本煉瓦製造株式会社）は、かつて存在した日本の煉瓦製造・販売会社である。本社を東京に置き、埼玉で煉瓦製造工場を操業していた。

## 沿革
明治政府は臨時建築局を設置し、ドイツ人建築家のヴィルヘルム・ベックマンとヘルマン・エンデをお雇い外国人として日本に招いた。彼らは都市整備のために良質な煉瓦、ならびにそれを製造する工場が必要であることを明治政府に進言した。これにより渋沢栄一らによって日本煉瓦製造が設立され同工場が埼玉県榛沢郡上敷免村（後に大里郡大寄村上敷免を経て、現在の深谷市上敷免）に建設された。
日本煉瓦製造はドイツ人技師チーゼを招いて1887年（明治20年）に操業を始めた。日本初の機械式レンガ工場であった。
後に太平洋セメントの子会社となり、2006年、日本煉瓦製造は株主総会において自主廃業を決定、清算された。会社清算に伴い、埼玉県深谷市にあった工場の諸施設は、すでに重要文化財に指定されていた「ホフマン輪窯」「旧事務所」「旧変電所」などを含めて所有権が深谷市に移転、同市によって保存・整備されることとなった。

## 専用鉄道
工場は利根川の支流小山川に面しており製造された煉瓦は舟運により小山川から利根川そして江戸川に入り東京に至るというルートをとっていたが、輸送力向上を目的として1895年（明治28年）に日本鉄道の深谷駅から工場までの約4.2kmにわたって日本初の専用鉄道が敷かれた。専用鉄道が開業した後の1899年に舟運による輸送が廃止された。
運行は1920年12月末時点で3往復が設定されていた
しかし、1923年の関東大震災によって煉瓦構造の脆弱性が指摘されたこと、日本煉瓦製造が秩父セメント(後の太平洋セメントの一部)を設立してセメント製造業に進出したことによって煉瓦の出荷量が減少した。さらに鉄道による貨物輸送の衰退も相まって専用鉄道は存在意義を失い、1972年から休止扱いとなり、1975年3月に全線の廃止届が提出され、翌年の3月に線路用地が深谷市に譲渡された。

### 専用鉄道の廃線跡

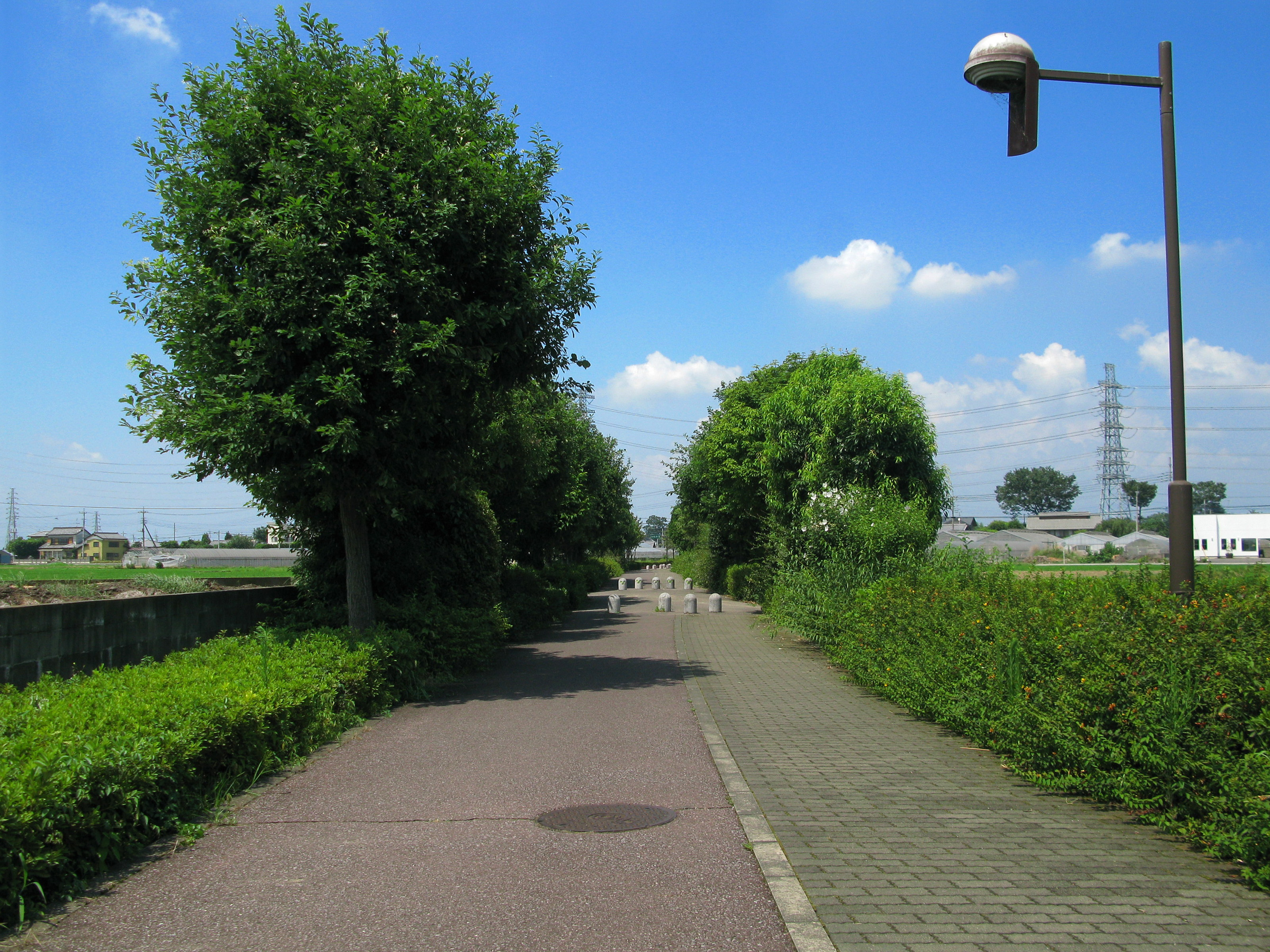
あかね通り

深谷市に譲渡された後に線路が撤去され、歩行者と自転車が通れる遊歩道「あかね通り」となっている。
深谷駅から出て最初に渡るつばき橋は鉄道が営業していた当時は唐沢川橋梁と称しており、主桁に上路プレートガータがそのまま用いられている。
福川をわたった先にあるブリッジパークには、この路線で使用されていた福川橋梁やその脇に架けられていた福川避溢橋が移築、保存されている。これらは1987年に「福川鉄橋」として深谷市指定文化財となった。

## 日本煉瓦製造の煉瓦を用いた主な建築物
日本煉瓦製造の製造した煉瓦を使用して建設された主な建築物には、以下のものがある。
- 東京駅丸の内駅舎（東京都千代田区）[3]
- 中央本線万世橋高架橋（東京都千代田区）などの鉄道高架橋
- 司法省（現在の法務省旧本館、東京都千代田区）[3]
- 日本銀行旧館（東京都中央区）[3]
- 赤坂離宮（現在の迎賓館赤坂離宮、東京都港区）[3]
- 東京大学（東京都文京区）[3]
- 旧金谷レース工業鋸屋根工場（群馬県桐生市）
- 信越線碓氷峠碓氷第三橋梁（群馬県安中市松井田町）などの鉄道施設
- 旧警視庁[3]
- 旧三菱第2号館[3]

## 文化財

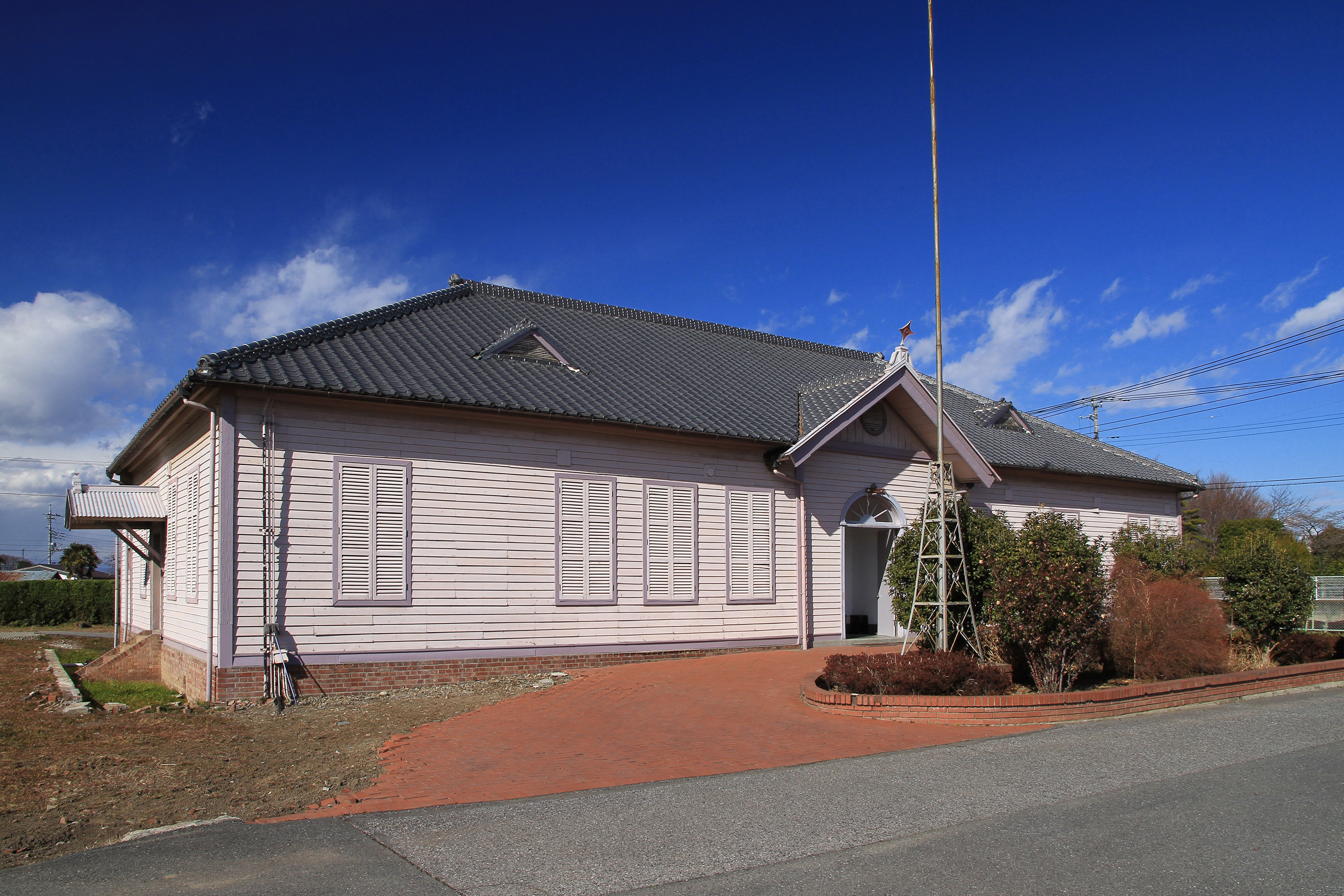
会社旧事務所

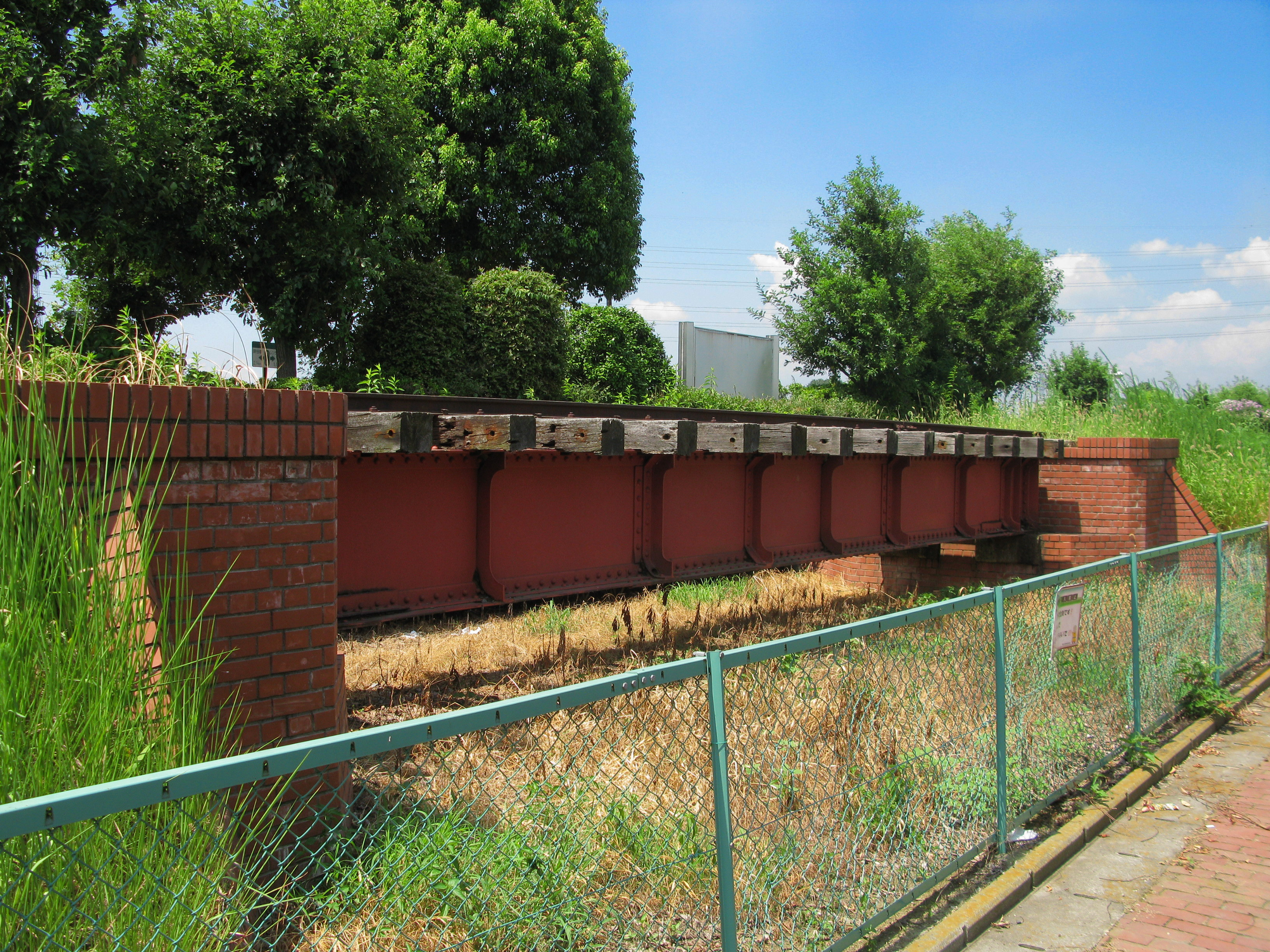
福川橋梁
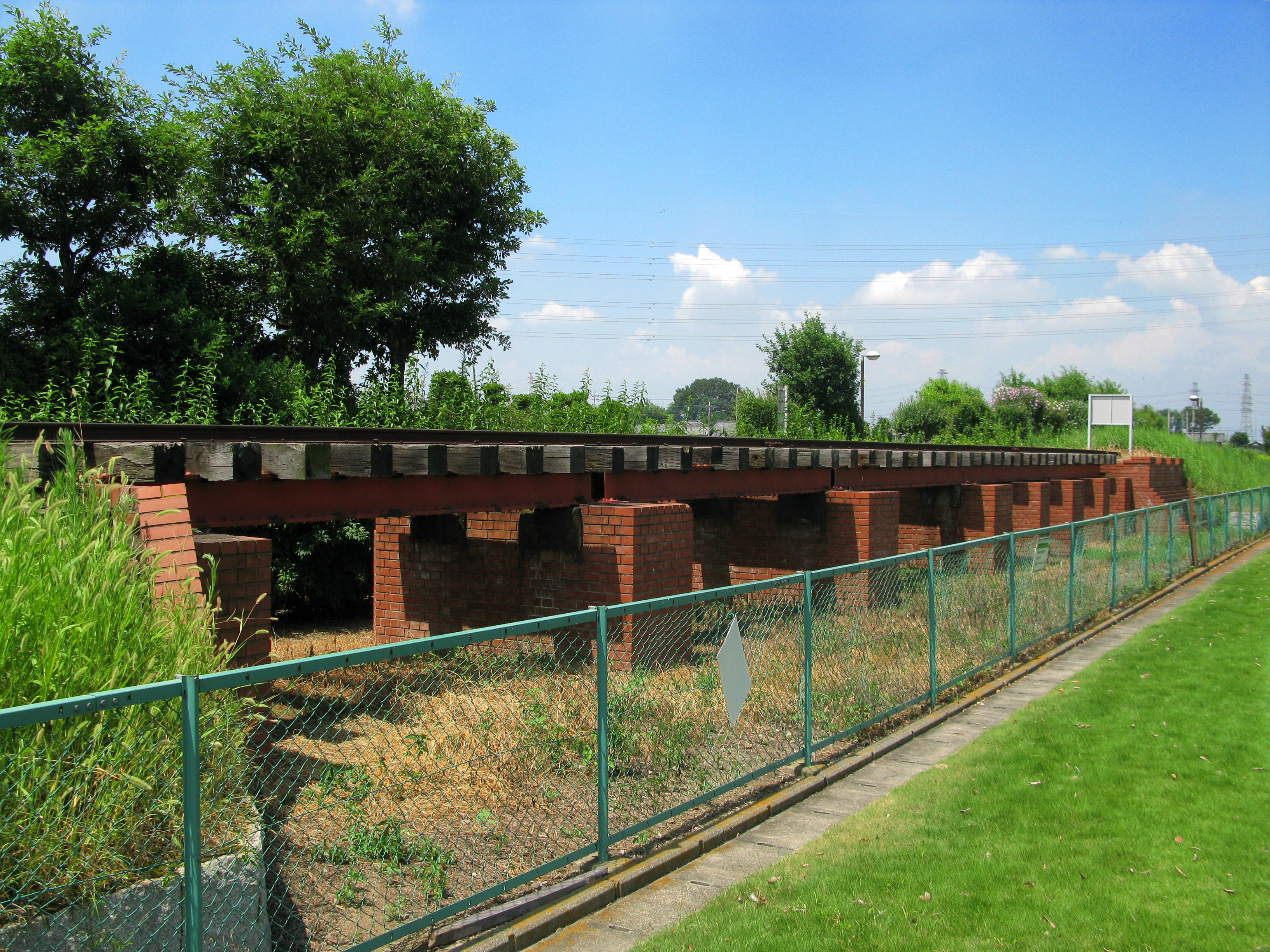
福川避溢橋

日本煉瓦製造の工場ならびに関連施設には、文化財に指定されているものがある。
重要文化財（国指定）
- 日本煉瓦製造株式会社旧煉瓦製造施設（埼玉県深谷市）
  - 会社旧事務所 - 木造平屋建、瓦葺、1888年頃の建設（現在は日本煉瓦史料館として使われている）
  - 旧変電室 - 煉瓦造
  - ホフマン輪窯六号窯 - 長さ56.5m、幅20m
  - 備前渠鉄橋

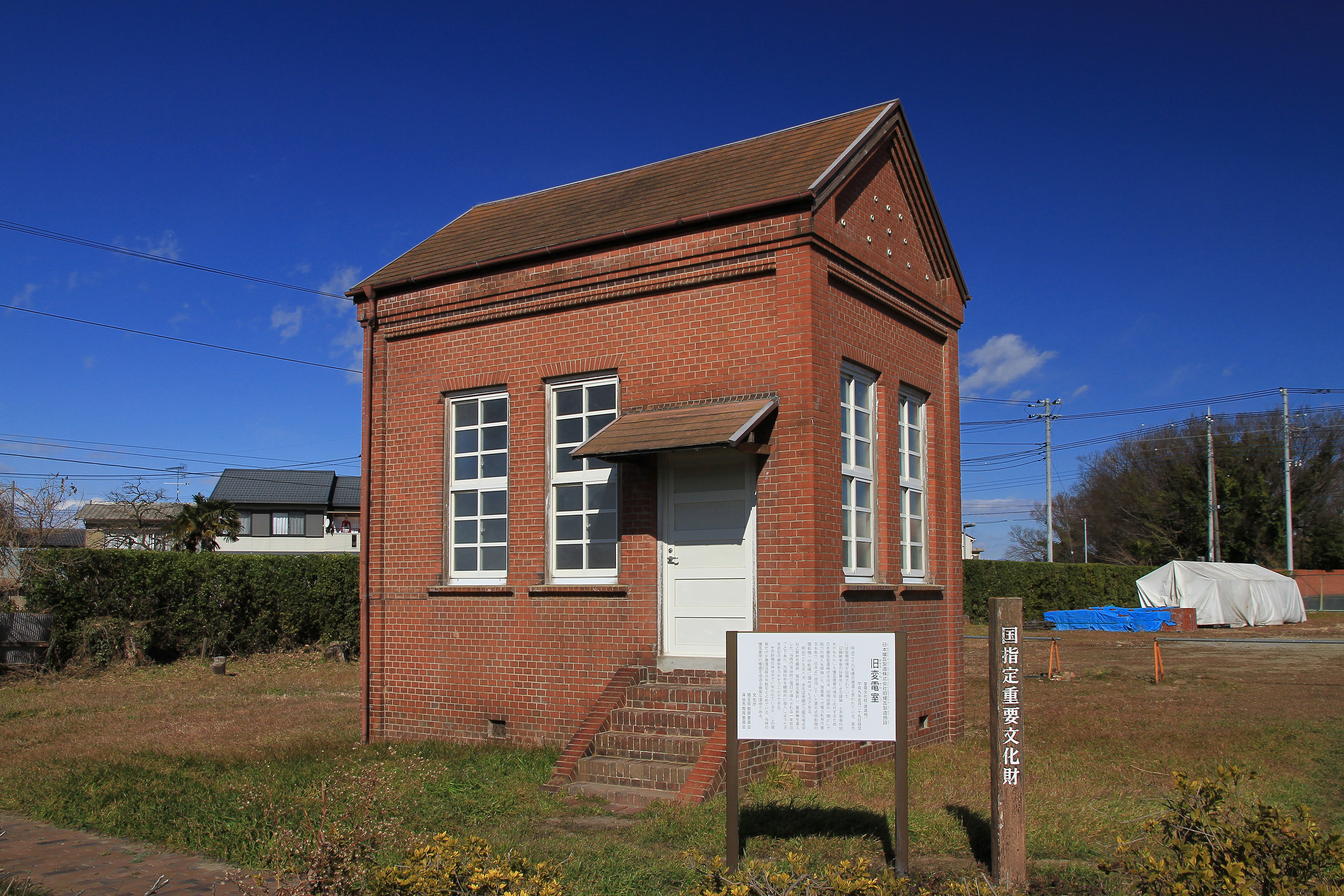
旧変電室
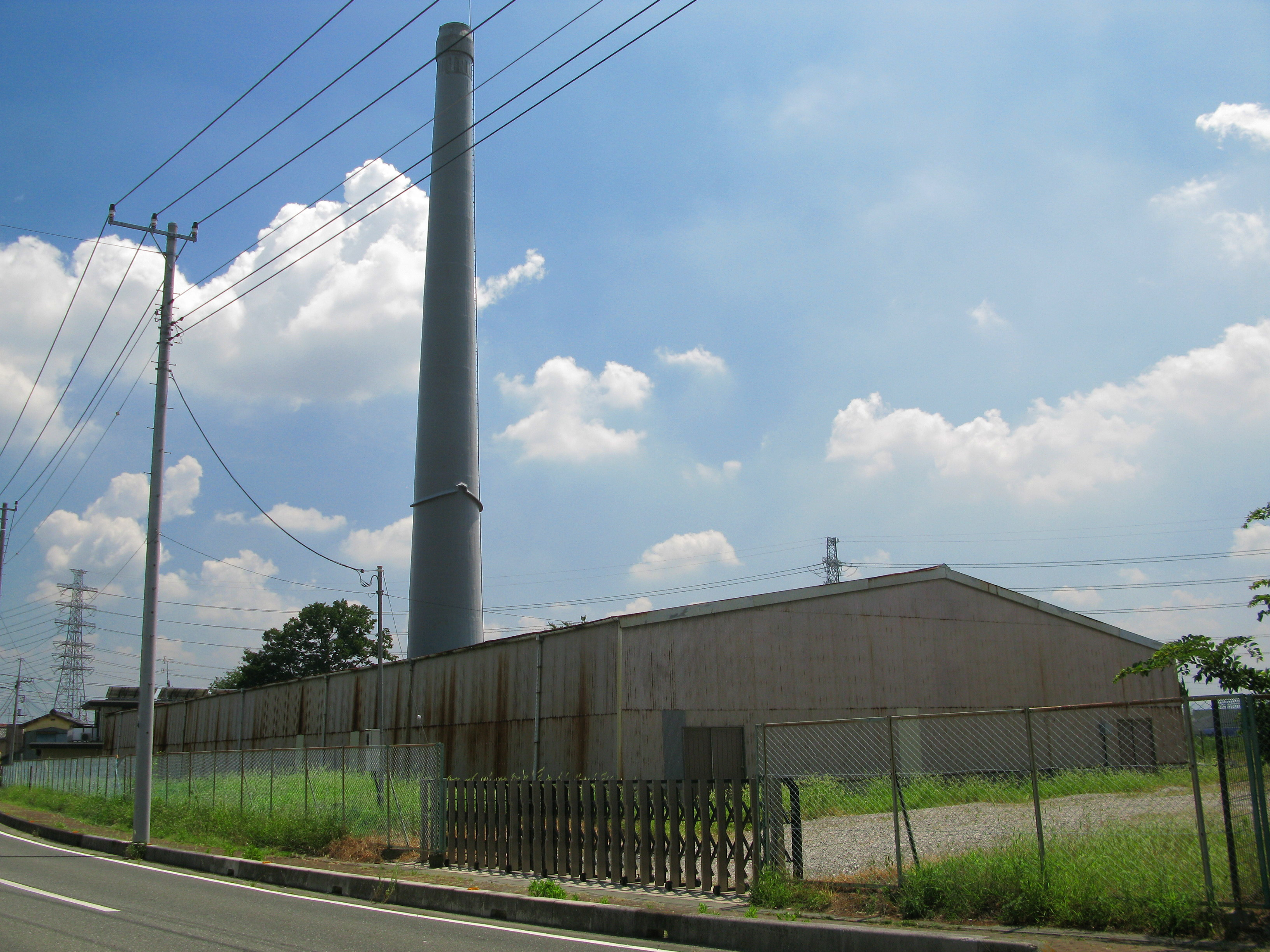
ホフマン輪窯六号窯
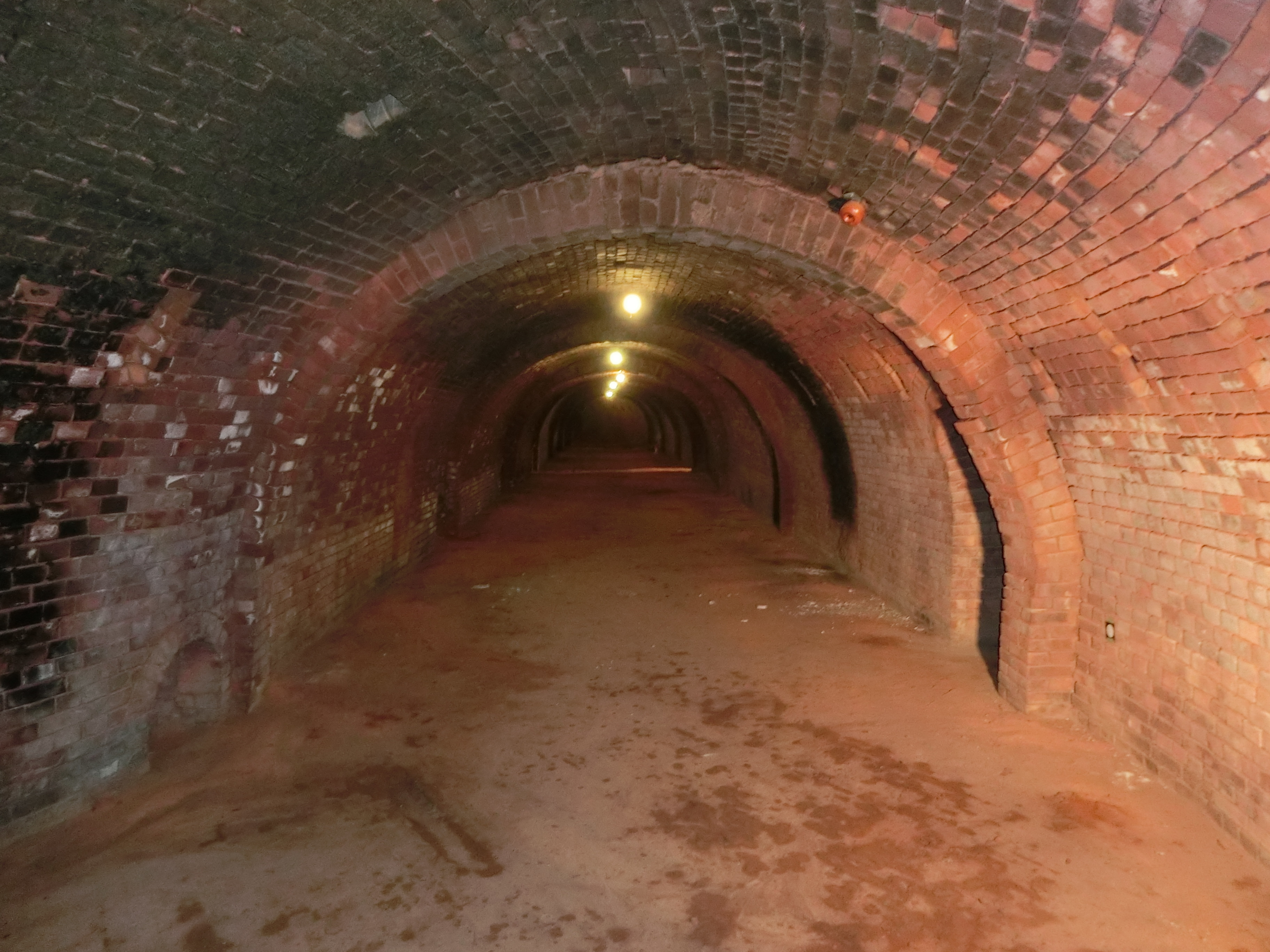
ホフマン輪窯六号窯内部
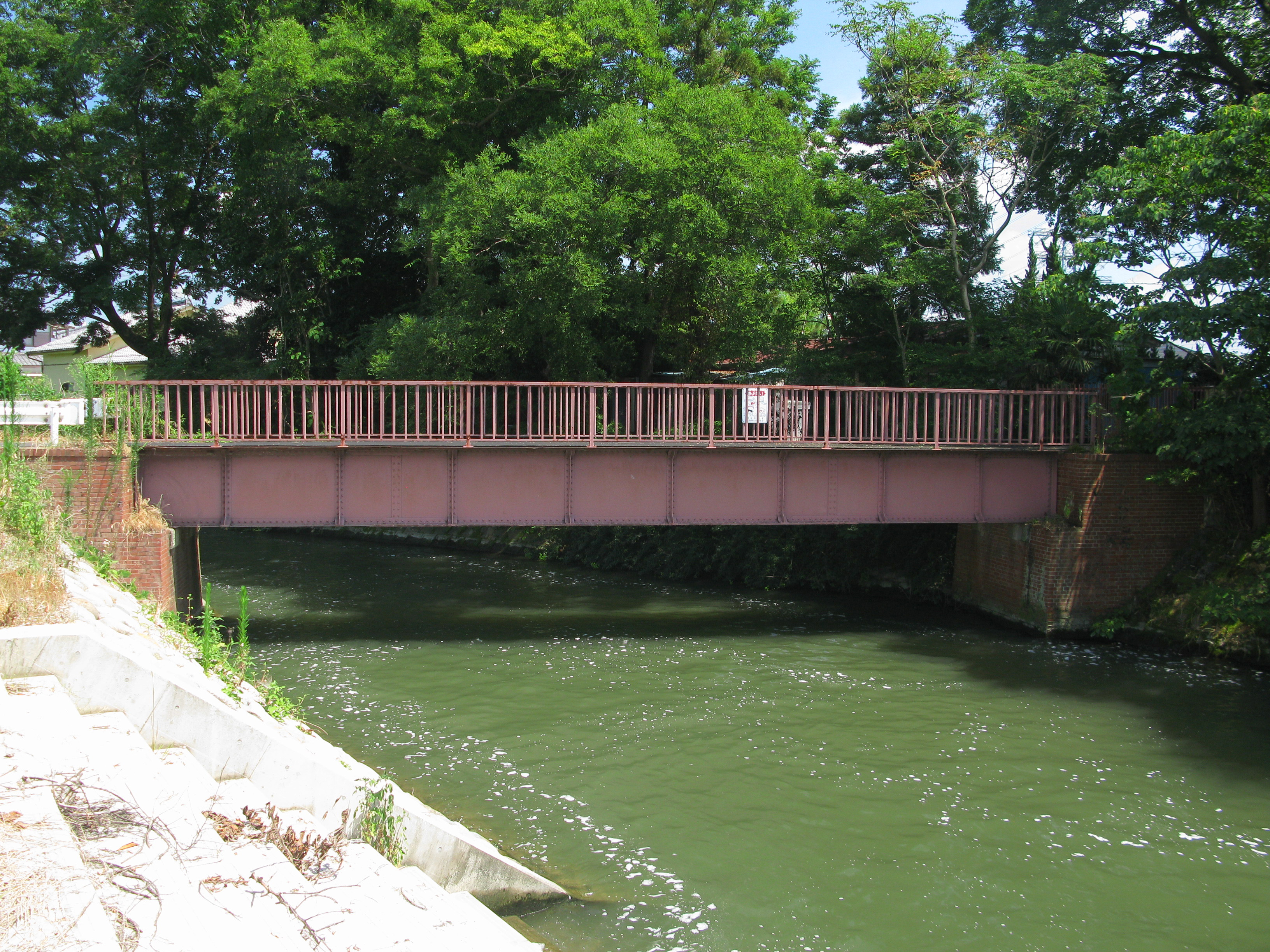
備前渠鉄橋

深谷市指定文化財
- 福川鉄橋

- 福川橋梁
- 福川避溢橋